# Élections départementales de 2015 en Savoie
Les élections départementales de 2015 en Savoie ont lieu les 22 et 29 mars. La droite, menée par le président du conseil général (renommé conseil départemental) sortant, Hervé Gaymard (UMP), remporte une nette victoire face à la gauche menée par Thierry Repentin (PS), avec 30 sièges sur les 38 en jeu.

## Contexte départemental
Les derniers scrutins relatifs à l'élection des conseillers généraux au conseil général de la Savoie remontent aux élections cantonales françaises de mars 2011 qui ont concerné 19 cantons sur 37, tandis que les 18 autres cantons ont vu leurs conseillers généraux élus lors des élections cantonales françaises de mars 2008. Le département a en outre connu deux élections cantonales partielles en 2010 et 2011.

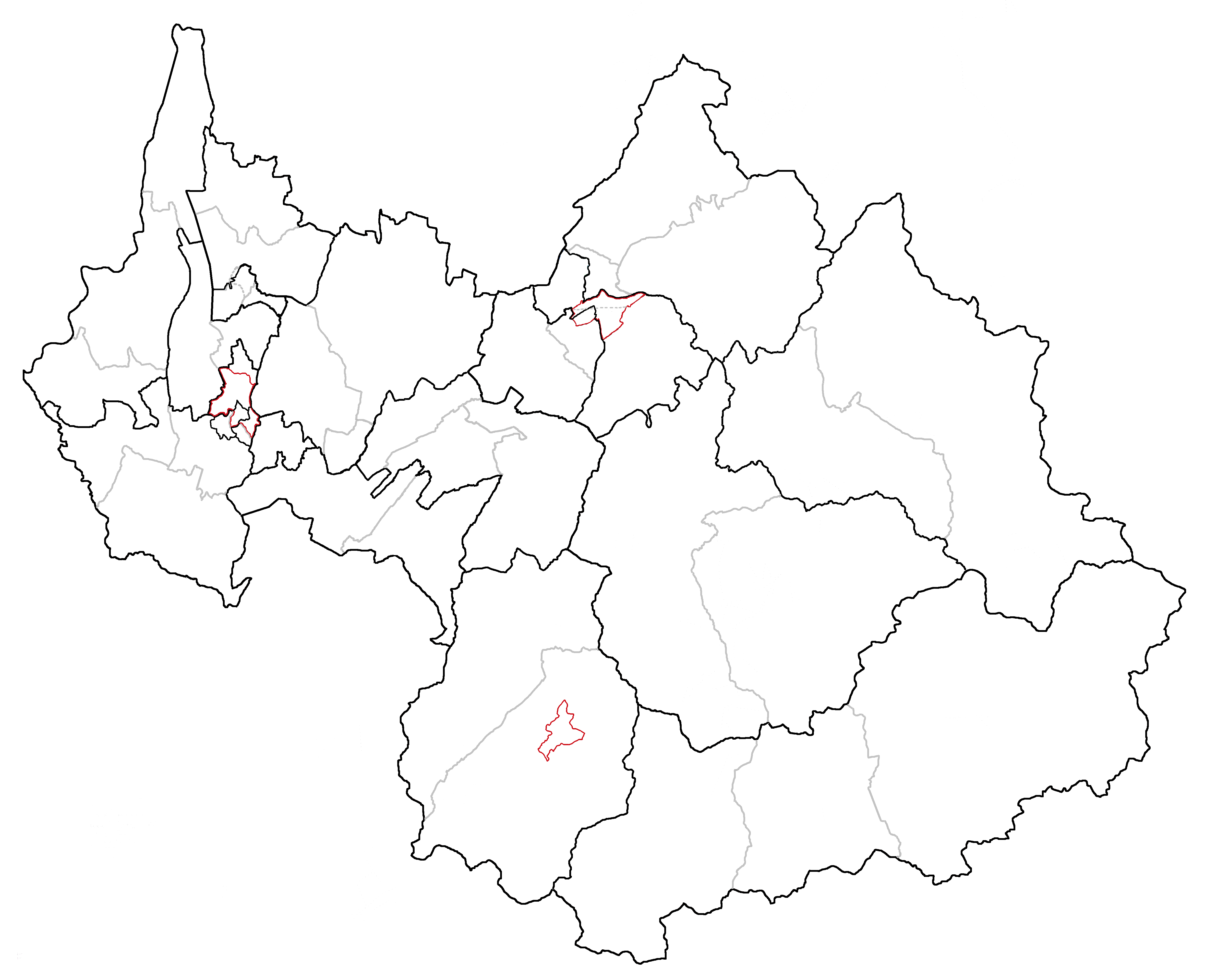
Nouveaux cantons du département (limites des anciens cantons en gris).

À la suite des dernières élections de 2011, le département de la Savoie présente plusieurs couleurs politiques sans majorité nette, si bien que la réélection du président du conseil général sortant, le député et ancien ministre Hervé Gaymard (UMP), a eu lieu au bénéfice de l'âge face au sénateur Thierry Repentin (PS) à l'issue de trois tours de vote n'étant pas parvenus à les départager.
En raison du redécoupage cantonal des cantons de 2014 et de la modification du calendrier électoral, une partie de la population du département ne s'est ainsi pas prononcée sur l'élection des conseillers généraux, bientôt conseillers départementaux, depuis 2008 soit depuis 7 ans, au lieu de 6 ans prévus normalement au mandat de conseiller général.
Le redécoupage cantonal divise par deux le nombre de cantons du département, qui passent de 37 à 19. Ce redécoupage s'accompagne, par ailleurs, d'une modification du mode de scrutin qui devient, à compter de 2015, un scrutin majoritaire binominal mixte. Ceci implique l'élection d'un binôme mixte homme et femme par canton. Avec 19 nouveaux cantons, cette modification porte ainsi le nombre d'élus de 37 à 38 au conseil départemental de la Savoie à compter des élections qui pour la première fois, se déroulent simultanément sur la totalité des cantons du département.
La préfecture de la Savoie publie la liste officielle des candidats le 17 février 2015. Au total, ce sont 82 binômes qui se présentent dans les 19 cantons du département, qui comptent de 2 (Bourg-Saint-Maurice, Modane et Saint-Jean-de-Maurienne) à 7 (Montmélian) candidats.

### Assemblée départementale sortante
Avant les élections, le conseil général de la Savoie est présidé par Hervé Gaymard (UMP). 
Il comprend 37 conseillers généraux issus des 37 cantons de la Savoie. Après le redécoupage cantonal de 2014, ce sont 38 conseillers départementaux qui seront élus au sein des 19 nouveaux cantons de la Savoie.

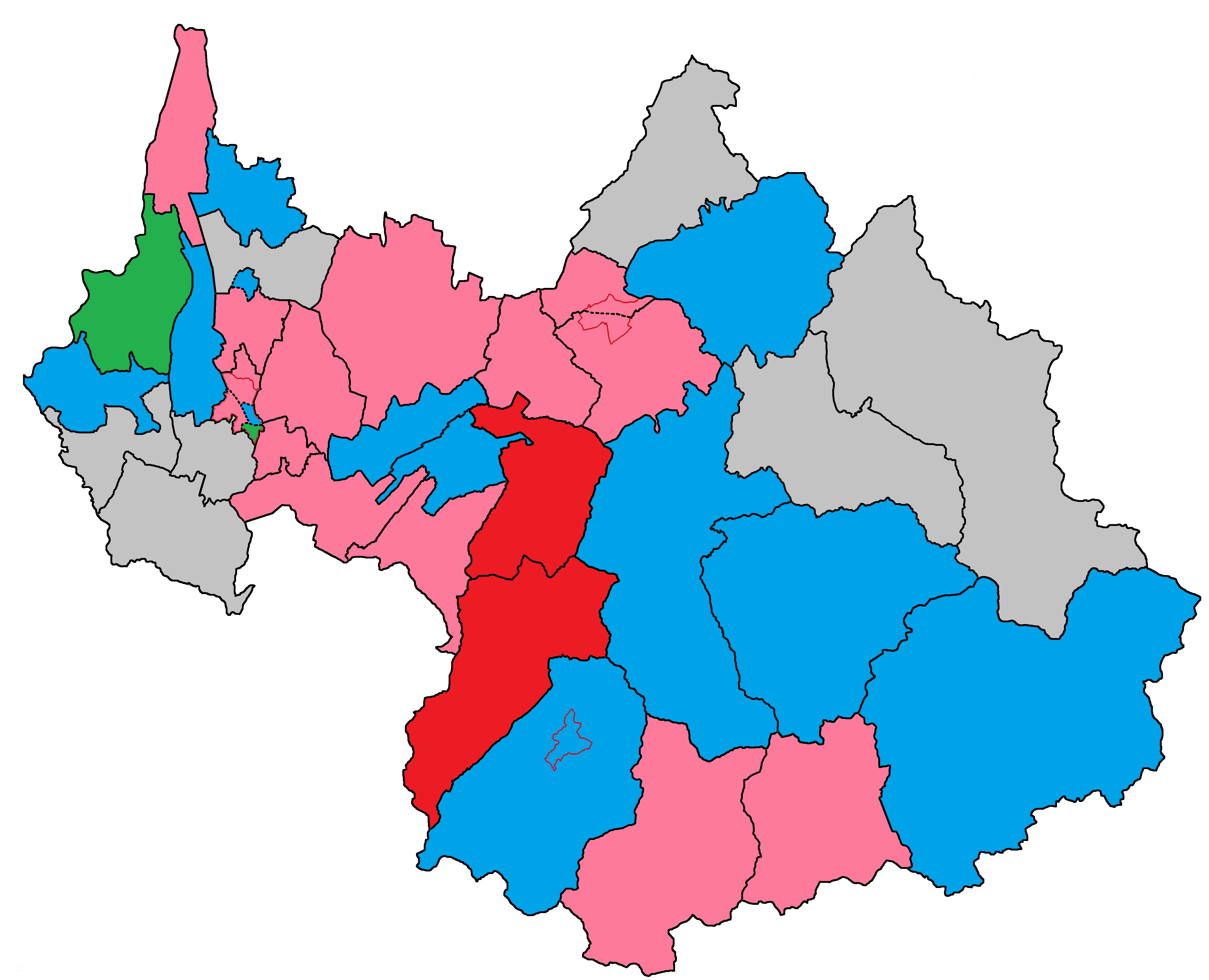
Carte du département de la Savoie, par cantons selon le groupe de son élu.
Savoie pour tous (14 élus)
Union pour la Savoie (12 élus)
Non inscrits (7 élus)
Front de gauche (2 élus)
Europe Écologie - Les Verts (2 élus)

| Parti                                | Sigle | Sigle | Élus |
| ------------------------------------ | ----- | ----- | ---- |
| Majorité (19 sièges)                 |       |       |      |
| Divers droite                        |       | DVD   | 9    |
| Union pour un mouvement populaire    |       | UMP   | 8    |
| Mouvement démocrate                  |       | MoDem | 1    |
| Union des démocrates et indépendants |       | UDI   | 1    |
| Opposition (18 sièges)               |       |       |      |
| Parti socialiste                     |       | PS    | 7    |
| Divers gauche                        |       | DVG   | 6    |
| Europe Écologie Les Verts            |       | EELV  | 2    |
| Parti communiste français            |       | PCF   | 1    |
| Parti de gauche                      |       | PG    | 1    |
| Parti radical de gauche              |       | PRG   | 1    |
| Président du conseil général         |       |       |      |
| Hervé Gaymard (UMP)                  |       |       |      |

### Assemblée départementale élue

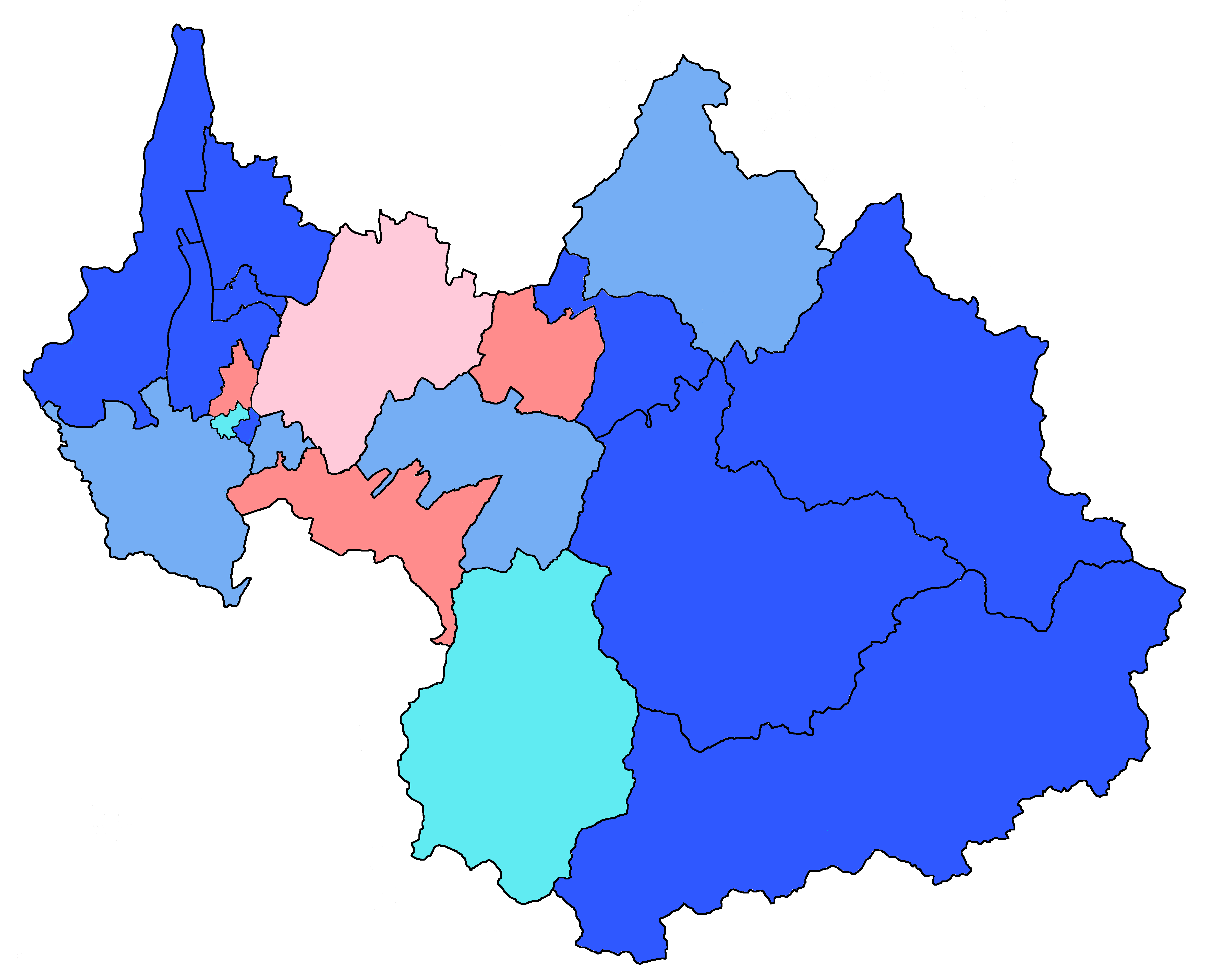
Carte du département de la Savoie, à l'issue des élections.
UMP (18 élus)
DVD (8 élus)
PS (6 élus)
UDI (4 élus)
DVG (2 élus)

| Parti                                | Sigle | Sigle | Élus |
| ------------------------------------ | ----- | ----- | ---- |
| Majorité (30 sièges)                 |       |       |      |
| Divers droite                        |       | DVD   | 14   |
| Union pour un mouvement populaire    |       | UMP   | 10   |
| Union des démocrates et indépendants |       | UDI   | 4    |
| Mouvement démocrate                  |       | MoDem | 2    |
| Opposition (8 sièges)                |       |       |      |
| Parti socialiste                     |       | PS    | 5    |
| Divers gauche                        |       | DVG   | 3    |
| Président du conseil départemental   |       |       |      |
| Hervé Gaymard (UMP)                  |       |       |      |

## Résultats à l'échelle du département

### Résultats par nuances du ministère de l'Intérieur
Les nuances utilisées par le ministère de l'Intérieur ne tiennent pas compte des alliances locales.
| Binômes     | Binômes     | Premier tour | Premier tour | Second tour | Second tour | Sièges |
| Binômes     | Binômes     | Voix         | %            | Voix        | %           | Sièges |
| ----------- | ----------- | ------------ | ------------ | ----------- | ----------- | ------ |
|             | UMP         | 33 316       | 23,85        | 41 140      | 32,86       | 18     |
|             | DVD         | 17 650       | 12,63        | 20 620      | 16,47       | 8      |
|             | UDI         | 8 421        | 6,03         | 8 976       | 7,17        | 4      |
| Droite      | Droite      | 59 387       | 42,51        | 70 736      | 56,50       | 30     |
|             |             |              |              |             |             |        |
|             | PS          | 20 004       | 14,32        | 22 445      | 17,93       | 6      |
|             | FG          | 14 820       | 10,61        | 2 730       | 2,18        | 0      |
|             | DVG         | 7 072        | 5,06         | 4 436       | 3,54        | 2      |
|             | EÉLV        | 6 246        | 4,47         | 3 019       | 2,41        | 0      |
| Gauche      | Gauche      | 48 142       | 34,46        | 32 630      | 26,06       | 8      |
|             |             |              |              |             |             |        |
|             | FN          | 26 938       | 19,28        | 21 824      | 17,43       | 0      |
|             |             |              |              |             |             |        |
|             | Divers      | 5 232        | 3,75         |             |             |        |
|             |             |              |              |             |             |        |
| Inscrits    | Inscrits    | 303 430      | 100,00       | 289 796     | 100,00      |        |
| Abstentions | Abstentions | 155 300      | 51,18        | 151 909     | 52,42       |        |
| Votants     | Votants     | 148 130      | 48,82        | 137 887     | 47,58       |        |
| Blancs      | Blancs      | 5 361        | 3,62         | 8 683       | 6,30        |        |
| Nuls        | Nuls        | 3 070        | 2,07         | 4 014       | 2,91        |        |
| Exprimés    | Exprimés    | 139 699      | 94,31        | 125 190     | 90,79       |        |

### Analyses

#### Premier tour
À l’issue du premier tour des élections qui s'est tenu le 22 mars 2015, seul le canton d'Ugine a élu ses deux conseillers départementaux qui siégeront durant les six prochaines années. Un deuxième tour aura donc lieu dans les 18 autres cantons, tous présentant des duels à l'exception d'une triangulaire au sein du canton de Bugey savoyard.
Ce premier tour a vu se déplacer 148 130 votants sur les 303 430 électeurs inscrits, soit un taux de participation de 48,82 % (50,17 % au niveau national) et un taux d'abstention de 51,18 % (49,83 % au niveau national). Les bulletins blancs et nuls s'élèvent respectivement à 3,29 % et 1,60 % des bulletins exprimés, soit un total de 95,10 % de bulletins exprimés.
Ce premier tour des élections place en tête 11 binômes de droite (UMP, DVD), 3 binômes de gauche (PS, DVG), 2 binômes du centre (UDI), 2 binômes de droite et du centre (UMP ou DVD et MoDem) et 1 binôme du FN. Les candidats en ballottage sont répartis au sein de 7 binômes du FN, 5 binômes de gauche (PS), 3 binômes de droite (UMP, DVD), 1 binôme du centre (UDI), 1 binôme d'EELV, 1 binôme du FG. S'ajoute également un binôme FN en 3e position au sein de la triangulaire.
La première force politique dans le département de la Savoie à l'issue du premier tour est représentée par la droite avec 42,51 % des suffrages exprimés. Elle est suivie par la gauche (34,46 %) puis par le Front national (19,28 %).

#### Second tour
À l’issue du second tour qui s'est tenu le 29 mars 2015, le département de la Savoie a entièrement renouvelé ses conseillers départementaux.
Ce scrutin a vu se déplacer 137 887 votants sur 289 796 électeurs inscrits (les électeurs du canton d'Ugine n'étant pas appelés à voter au second tour), soit un taux de participation de 47,58 % (49,98 % au niveau national) et un taux d'abstention de 52,42 % (50,02 % au niveau national). Les bulletins blanc et nuls s'élèvent respectivement à 6,30 % et 2,91 % des bulletins exprimés, soit un total de 90,79 % d'avis exprimés.
Ces élections conduisent au conseil départemental de la Savoie 11 binômes de droite (UMP, DVD), 4 binômes de gauche (PS, DVG), 2 binômes du centre (UDI) et 2 binômes de droite et du centre (UMP ou DVD et MoDem).
La première force politique à l’issue de ce second tour est la droite avec 56,50 %, suivie par la gauche avec 26,06 % et le Front national avec 17,43 %.

### Résultats par canton
| Canton                    | Conseiller sortant     | Parti               | Parti       | Conseiller élu            | Parti           | Parti           |
| ------------------------- | ---------------------- | ------------------- | ----------- | ------------------------- | --------------- | --------------- |
| Aiguebelle                | Christiane Lehmann     |                     | PCF         | Canton supprimé           | Canton supprimé | Canton supprimé |
| Aime                      | Auguste Picollet       |                     | DVD         | Canton supprimé           | Canton supprimé | Canton supprimé |
| Aix-les-Bains-Centre      | Jean-Claude Loiseau*   |                     | UMP         | Canton supprimé           | Canton supprimé | Canton supprimé |
| Aix-les-Bains-Nord-Grésy  | Robert Clerc*          |                     | DVD         | Canton supprimé           | Canton supprimé | Canton supprimé |
| Aix-les-Bains-Sud         | Jean-Louis Sarzier*    |                     | DVG         | Canton supprimé           | Canton supprimé | Canton supprimé |
| Aix-les-Bains-1           | Canton créé            | Canton créé         | Canton créé | Claude Giroud             |                 | UMP             |
| Aix-les-Bains-1           | Canton créé            | Canton créé         | Canton créé | Nathalie Schmitt          |                 | DVD             |
| Aix-les-Bains-2           | Canton créé            | Canton créé         | Canton créé | Renaud Beretti            |                 | UMP             |
| Aix-les-Bains-2           | Canton créé            | Canton créé         | Canton créé | Marina Ferrari            |                 | MoDem           |
| Albens                    | Claude Giroud          |                     | UMP         | Canton supprimé           | Canton supprimé | Canton supprimé |
| Albertville-Nord          | François Rieu          |                     | PS          | Canton supprimé           | Canton supprimé | Canton supprimé |
| Albertville-Sud           | Pierre Loubet*         |                     | PS          | Canton supprimé           | Canton supprimé | Canton supprimé |
| Albertville-1             | Canton créé            | Canton créé         | Canton créé | Martine Berthet           |                 | DVD             |
| Albertville-1             | Canton créé            | Canton créé         | Canton créé | Hervé Gaymard             |                 | UMP             |
| Albertville-2             | Canton créé            | Canton créé         | Canton créé | Dominique Ruaz            |                 | PS              |
| Albertville-2             | Canton créé            | Canton créé         | Canton créé | André Vairetto            |                 | PS              |
| Beaufort-sur-Doron        | Guy Sevessand*         |                     | DVD         | Canton supprimé           | Canton supprimé | Canton supprimé |
| Bourg-Saint-Maurice       | Éric Minoret*          |                     | DVD         | Auguste Picollet          |                 | DVD             |
| Bourg-Saint-Maurice       | Éric Minoret*          | Cécile Utille-Grand | DVD         |                           | DVD             |                 |
| Bozel                     | Vincent Rolland        |                     | UMP         | Canton supprimé           | Canton supprimé | Canton supprimé |
| Bugey savoyard            | Canton créé            | Canton créé         | Canton créé | Gaston Arthaud-Berthet    |                 | UMP             |
| Bugey savoyard            | Canton créé            | Canton créé         | Canton créé | Marie-Claire Barbier      |                 | DVD             |
| Chambéry-Est              | Michel Bouvard         |                     | UMP         | Canton supprimé           | Canton supprimé | Canton supprimé |
| Chambéry-Nord             | Thierry Repentin       |                     | PS          | Canton supprimé           | Canton supprimé | Canton supprimé |
| Chambéry-Sud              | Nicole Guilhaudin*     |                     | EÉLV        | Canton supprimé           | Canton supprimé | Canton supprimé |
| Chambéry-Sud-Ouest        | Colette Bonfils        |                     | DVG         | Canton supprimé           | Canton supprimé | Canton supprimé |
| Chambéry-1                | Canton créé            | Canton créé         | Canton créé | Gilles Clément            |                 | DVG             |
| Chambéry-1                | Canton créé            | Canton créé         | Canton créé | Thierry Repentin          |                 | PS              |
| Chambéry-2                | Canton créé            | Canton créé         | Canton créé | Brigitte Bochaton         |                 | DVD             |
| Chambéry-2                | Canton créé            | Canton créé         | Canton créé | Michel Bouvard            |                 | UMP             |
| Chambéry-3                | Canton créé            | Canton créé         | Canton créé | Christelle Favetta Sieyes |                 | UDI             |
| Chambéry-3                | Canton créé            | Canton créé         | Canton créé | Lionel Mithieux           |                 | UDI             |
| La Chambre                | Jean-Louis Portaz      |                     | FG          | Canton supprimé           | Canton supprimé | Canton supprimé |
| Chamoux-sur-Gelon         | Alexandre Dalla-Mutta* |                     | DVD         | Canton supprimé           | Canton supprimé | Canton supprimé |
| Le Châtelard              | Albert Darvey          |                     | DVG         | Canton supprimé           | Canton supprimé | Canton supprimé |
| Cognin                    | Lionel Mithieux        |                     | MoDem       | Canton supprimé           | Canton supprimé | Canton supprimé |
| Les Échelles              | Jean-Paul Claret*      |                     | DVD         | Canton supprimé           | Canton supprimé | Canton supprimé |
| Grésy-sur-Isère           | André Vairetto         |                     | PS          | Canton supprimé           | Canton supprimé | Canton supprimé |
| Lanslebourg-Mont-Cenis    | Rozenn Hars            |                     | UMP         | Canton supprimé           | Canton supprimé | Canton supprimé |
| Modane                    | Xavier Lett*           |                     | PS          | Christian Grange          |                 | DVD             |
| Modane                    | Xavier Lett*           | Rozenn Hars         | PS          |                           | UMP             |                 |
| Montmélian                | Grégory Masin*         |                     | PS          | Jean-François Duc         |                 | PS              |
| Montmélian                | Grégory Masin*         | Jacqueline Tallin   | PS          |                           | PS              |                 |
| La Motte-Servolex         | Jean-Pierre Vial*      |                     | UMP         | Luc Berthoud              |                 | UMP             |
| La Motte-Servolex         | Jean-Pierre Vial*      | Nathalie Fontaine   | UMP         |                           | UMP             |                 |
| Moûtiers                  | Hervé Gaymard          |                     | UMP         | Jocelyne Abondance        |                 | UMP             |
| Moûtiers                  | Hervé Gaymard          | Vincent Rolland     | UMP         |                           | UMP             |                 |
| Le Pont-de-Beauvoisin     | Gilbert Guigue         |                     | DVD         | Gilbert Guigue            |                 | DVD             |
| Le Pont-de-Beauvoisin     | Gilbert Guigue         | Corine Wolff        | DVD         |                           | DVD             |                 |
| La Ravoire                | Robert Gardette        |                     | PS          | Frédéric Bret             |                 | DVD             |
| La Ravoire                | Robert Gardette        | Nathalie Laumonnier | PS          |                           | DVD             |                 |
| La Rochette               | François Cuchet*       |                     | DVG         | Canton supprimé           | Canton supprimé | Canton supprimé |
| Ruffieux                  | Yves Husson*           |                     | DVG         | Canton supprimé           | Canton supprimé | Canton supprimé |
| Saint-Alban-Leysse        | Jean-Pierre Burdin*    |                     | PRG         | Catherine Chappuis        |                 | DVG             |
| Saint-Alban-Leysse        | Jean-Pierre Burdin*    | Albert Darvey       | PRG         |                           | DVG             |                 |
| Saint-Genix-sur-Guiers    | Gaston Arthaud-Berthet |                     | UMP         | Canton supprimé           | Canton supprimé | Canton supprimé |
| Saint-Jean-de-Maurienne   | Pierre-Marie Charvoz   |                     | UDI         | Pierre-Marie Charvoz      |                 | UDI             |
| Saint-Jean-de-Maurienne   | Pierre-Marie Charvoz   | Monique Chevallier  | UDI         |                           | UDI             |                 |
| Saint-Michel-de-Maurienne | Jean-Michel Gallioz*   |                     | DVG         | Canton supprimé           | Canton supprimé | Canton supprimé |
| Saint-Pierre-d'Albigny    | Christiane Brunet      |                     | DVD         | Christiane Brunet         |                 | DVD             |
| Saint-Pierre-d'Albigny    | Christiane Brunet      | Olivier Thevenet    | DVD         |                           | DVD             |                 |
| Ugine                     | Franck Lombard         |                     | DVD         | Annick Cressens           |                 | MoDem           |
| Ugine                     | Franck Lombard         | Franck Lombard      | DVD         |                           | DVD             |                 |
| Yenne                     | René Padernoz          |                     | EÉLV        | Canton supprimé           | Canton supprimé | Canton supprimé |

* Conseillers généraux sortants ne se représentant pas 

## Résultats par canton

### Canton d'Aix-les-Bains-1
| Candidats            | Candidats               | Partis      | Partis      | Premier tour | Premier tour | Second tour | Second tour |
| Candidats            | Candidats               | Partis      | Partis      | Voix         | %            | Voix        | %           |
| -------------------- | ----------------------- | ----------- | ----------- | ------------ | ------------ | ----------- | ----------- |
| 1                    | Brigitte Andreys        |             | FG          | 636          | 6,67         |             |             |
| 1                    | Dominique Fie           |             | FG          | 636          | 6,67         |             |             |
| 2                    | Joël Ducros             |             | SAV         | 395          | 4,14         |             |             |
| 2                    | Josiane Petellat        |             | SAV         | 395          | 4,14         |             |             |
| 3                    | Fatiha Brunetti         |             | PS          | 1 221        | 12,80        |             |             |
| 3                    | Ludovic Torrès-Ferreira |             | PS          | 1 221        | 12,80        |             |             |
| 4                    | Claude Giroud*          |             | UMP         | 2 961        | 31,03        | 5 372       | 64,30       |
| 4                    | Nathalie Schmitt        |             | DVD         | 2 961        | 31,03        | 5 372       | 64,30       |
| 5                    | Véronique Drapeau       |             | FN          | 2 493        | 26,13        | 2 983       | 35,70       |
| 5                    | Morgan Jeannot          |             | FN          | 2 493        | 26,13        | 2 983       | 35,70       |
| 6                    | Jean-Claude Croze       |             | SE          | 1 836        | 19,24        |             |             |
| 6                    | Géraldine Vial          |             | SE          | 1 836        | 19,24        |             |             |
|                      |                         |             |             |              |              |             |             |
| Inscrits             | Inscrits                | Inscrits    | Inscrits    | 19 727       | 100,00       | 19 727      | 100,00      |
| Abstentions          | Abstentions             | Abstentions | Abstentions | 9 822        | 49,79        | 10 180      | 51,60       |
| Votants              | Votants                 | Votants     | Votants     | 9 905        | 50,21        | 9 547       | 48,40       |
| Blancs               | Blancs                  | Blancs      | Blancs      | 241          | 2,43         | 820         | 8,59        |
| Nuls                 | Nuls                    | Nuls        | Nuls        | 122          | 1,23         | 372         | 3,90        |
| Exprimés             | Exprimés                | Exprimés    | Exprimés    | 9 542        | 96,34        | 8 355       | 87,51       |
| * conseiller sortant |                         |             |             |              |              |             |             |

### Canton d'Aix-les-Bains-2
| Candidats   | Candidats                | Partis      | Partis      | Premier tour | Premier tour | Second tour | Second tour |
| Candidats   | Candidats                | Partis      | Partis      | Voix         | %            | Voix        | %           |
| ----------- | ------------------------ | ----------- | ----------- | ------------ | ------------ | ----------- | ----------- |
| 1           | Danielle Geninatti Riout |             | FG          | 365          | 4,11         |             |             |
| 1           | Grégory Pineau           |             | FG          | 365          | 4,11         |             |             |
| 2           | Serge Gathier            |             | FN          | 2 182        | 24,60        | 2 280       | 27,55       |
| 2           | Julienne Gourdelier      |             | FN          | 2 182        | 24,60        | 2 280       | 27,55       |
| 3           | Renaud Beretti           |             | UMP         | 4 273        | 48,17        | 5 997       | 72,45       |
| 3           | Marina Ferrari           |             | MoDem       | 4 273        | 48,17        | 5 997       | 72,45       |
| 4           | Denise Delage-Damon      |             | PS          | 1 163        | 13,11        |             |             |
| 4           | André Gimenez            |             | PS          | 1 163        | 13,11        |             |             |
| 5           | Marion Gerlaud           |             | EÉLV        | 888          | 10,01        |             |             |
| 5           | Philippe Perrin          |             | EÉLV        | 888          | 10,01        |             |             |
|             |                          |             |             |              |              |             |             |
| Inscrits    | Inscrits                 | Inscrits    | Inscrits    | 19 771       | 100,00       | 19 772      | 100,00      |
| Abstentions | Abstentions              | Abstentions | Abstentions | 10 600       | 53,61        | 10 681      | 54,02       |
| Votants     | Votants                  | Votants     | Votants     | 9 171        | 46,39        | 9 091       | 45,98       |
| Blancs      | Blancs                   | Blancs      | Blancs      | 213          | 2,32         | 576         | 6,34        |
| Nuls        | Nuls                     | Nuls        | Nuls        | 87           | 0,95         | 238         | 2,62        |
| Exprimés    | Exprimés                 | Exprimés    | Exprimés    | 8 871        | 96,73        | 8 277       | 91,05       |

### Canton d'Albertville-1
| Candidats            | Candidats         | Partis      | Partis      | Premier tour | Premier tour | Second tour | Second tour |
| Candidats            | Candidats         | Partis      | Partis      | Voix         | %            | Voix        | %           |
| -------------------- | ----------------- | ----------- | ----------- | ------------ | ------------ | ----------- | ----------- |
| 1                    | Brigitte Gazzola  |             | FG          | 901          | 17,14        |             |             |
| 1                    | Fabien Pointet    |             | FG          | 901          | 17,14        |             |             |
| 2                    | Colette Gontharet |             | PS          | 1 436        | 27,31        | 1 957       | 39,32       |
| 2                    | François Rieu*    |             | PS          | 1 436        | 27,31        | 1 957       | 39,32       |
| 3                    | Martine Berthet   |             | DVD         | 2 921        | 55,55        | 3 020       | 60,68       |
| 3                    | Hervé Gaymard*    |             | UMP         | 2 921        | 55,55        | 3 020       | 60,68       |
|                      |                   |             |             |              |              |             |             |
| Inscrits             | Inscrits          | Inscrits    | Inscrits    | 13 312       | 100,00       | 13 309      | 100,00      |
| Abstentions          | Abstentions       | Abstentions | Abstentions | 7 443        | 55,91        | 7 800       | 58,61       |
| Votants              | Votants           | Votants     | Votants     | 5 869        | 44,09        | 5 509       | 41,39       |
| Blancs               | Blancs            | Blancs      | Blancs      | 377          | 6,42         | 305         | 5,54        |
| Nuls                 | Nuls              | Nuls        | Nuls        | 234          | 3,99         | 227         | 4,12        |
| Exprimés             | Exprimés          | Exprimés    | Exprimés    | 5 258        | 89,59        | 4 977       | 90,34       |
| * conseiller sortant |                   |             |             |              |              |             |             |

### Canton d'Albertville-2
| Candidats            | Candidats             | Partis      | Partis      | Premier tour | Premier tour | Second tour | Second tour |
| Candidats            | Candidats             | Partis      | Partis      | Voix         | %            | Voix        | %           |
| -------------------- | --------------------- | ----------- | ----------- | ------------ | ------------ | ----------- | ----------- |
| 1                    | Jean-François Brugnon |             | DVD         | 1 476        | 19,57        |             |             |
| 1                    | Danielle Goyet        |             | DVD         | 1 476        | 19,57        |             |             |
| 2                    | Philippe Troutot      |             | UDI         | 331          | 4,39         |             |             |
| 2                    | Tiffany Vignale       |             | UDI         | 331          | 4,39         |             |             |
| 3                    | David Berton          |             | FN          | 1 996        | 26,46        | 2 469       | 34,51       |
| 3                    | Fabienne Devance      |             | FN          | 1 996        | 26,46        | 2 469       | 34,51       |
| 4                    | Dominique Noyeau      |             | SAV         | 216          | 2,86         |             |             |
| 4                    | Marie-Georges Sabart  |             | SAV         | 216          | 2,86         |             |             |
| 5                    | Dominique Ruaz        |             | PS          | 2 971        | 39,39        | 4 686       | 65,49       |
| 5                    | André Vairetto*       |             | PS          | 2 971        | 39,39        | 4 686       | 65,49       |
| 6                    | Lise Alleyron-Biron   |             | FG          | 553          | 7,33         |             |             |
| 6                    | Henri Rey             |             | FG          | 553          | 7,33         |             |             |
|                      |                       |             |             |              |              |             |             |
| Inscrits             | Inscrits              | Inscrits    | Inscrits    | 15 629       | 100,00       | 15 629      | 100,00      |
| Abstentions          | Abstentions           | Abstentions | Abstentions | 7 807        | 49,95        | 7 770       | 49,72       |
| Votants              | Votants               | Votants     | Votants     | 7 822        | 50,05        | 7 859       | 50,28       |
| Blancs               | Blancs                | Blancs      | Blancs      | 205          | 2,62         | 505         | 6,43        |
| Nuls                 | Nuls                  | Nuls        | Nuls        | 74           | 0,95         | 199         | 2,53        |
| Exprimés             | Exprimés              | Exprimés    | Exprimés    | 7 543        | 96,43        | 7 155       | 91,04       |
| * conseiller sortant |                       |             |             |              |              |             |             |

### Canton de Bourg-Saint-Maurice
| Candidats            | Candidats           | Partis      | Partis      | Premier tour | Premier tour | Second tour | Second tour |
| Candidats            | Candidats           | Partis      | Partis      | Voix         | %            | Voix        | %           |
| -------------------- | ------------------- | ----------- | ----------- | ------------ | ------------ | ----------- | ----------- |
| 1                    | Auguste Picollet*   |             | DVD         | 4 898        | 75,04        | 4 601       | 77,33       |
| 1                    | Cécile Utille-Grand |             | DVD         | 4 898        | 75,04        | 4 601       | 77,33       |
| 2                    | Richard Broche      |             | UDI         | 1 629        | 24,96        | 1 349       | 22,67       |
| 2                    | Muriel Masseron     |             | UDI         | 1 629        | 24,96        | 1 349       | 22,67       |
|                      |                     |             |             |              |              |             |             |
| Inscrits             | Inscrits            | Inscrits    | Inscrits    | 19 723       | 100,00       | 19 723      | 100,00      |
| Abstentions          | Abstentions         | Abstentions | Abstentions | 12 175       | 61,73        | 12 943      | 65,62       |
| Votants              | Votants             | Votants     | Votants     | 7 548        | 38,27        | 6 780       | 34,38       |
| Blancs               | Blancs              | Blancs      | Blancs      | 686          | 9,09         | 605         | 8,92        |
| Nuls                 | Nuls                | Nuls        | Nuls        | 335          | 4,44         | 225         | 3,32        |
| Exprimés             | Exprimés            | Exprimés    | Exprimés    | 6 527        | 86,47        | 5 950       | 87,76       |
| * conseiller sortant |                     |             |             |              |              |             |             |

### Canton de Bugey savoyard
| Candidats            | Candidats               | Partis      | Partis      | Premier tour | Premier tour | Second tour | Second tour |
| Candidats            | Candidats               | Partis      | Partis      | Voix         | %            | Voix        | %           |
| -------------------- | ----------------------- | ----------- | ----------- | ------------ | ------------ | ----------- | ----------- |
| 1                    | Jean Chrétien           |             | SAV         | 375          | 4,86         |             |             |
| 1                    | Jacqueline Laffin       |             | SAV         | 375          | 4,86         |             |             |
| 2                    | Gaston Arthaud-Berthet* |             | UMP         | 2 490        | 32,24        | 3 183       | 38,83       |
| 2                    | Marie-Claire Barbier    |             | DVD         | 2 490        | 32,24        | 3 183       | 38,83       |
| 3                    | René Padernoz*          |             | EÉLV        | 2 285        | 29,59        | 3 019       | 36,83       |
| 3                    | Isabelle Werwinski      |             | EÉLV        | 2 285        | 29,59        | 3 019       | 36,83       |
| 4                    | Jocelyne Guerrini       |             | FG          | 507          | 6,56         |             |             |
| 4                    | Dominique Scheidecker   |             | FG          | 507          | 6,56         |             |             |
| 5                    | Laetitia Leneutre       |             | FN          | 2 066        | 26,75        | 1 996       | 24,35       |
| 5                    | Thierry Leneutre        |             | FN          | 2 066        | 26,75        | 1 996       | 24,35       |
|                      |                         |             |             |              |              |             |             |
| Inscrits             | Inscrits                | Inscrits    | Inscrits    | 14 526       | 100,00       | 14 528      | 100,00      |
| Abstentions          | Abstentions             | Abstentions | Abstentions | 6 488        | 44,66        | 6 080       | 41,85       |
| Votants              | Votants                 | Votants     | Votants     | 8 038        | 55,34        | 8 448       | 58,15       |
| Blancs               | Blancs                  | Blancs      | Blancs      | 233          | 2,90         | 179         | 2,12        |
| Nuls                 | Nuls                    | Nuls        | Nuls        | 82           | 1,02         | 71          | 0,84        |
| Exprimés             | Exprimés                | Exprimés    | Exprimés    | 7 723        | 96,08        | 8 198       | 97,04       |
| * conseiller sortant |                         |             |             |              |              |             |             |

### Canton de Chambéry-1
| Candidats            | Candidats               | Partis      | Partis      | Premier tour | Premier tour | Second tour | Second tour |
| Candidats            | Candidats               | Partis      | Partis      | Voix         | %            | Voix        | %           |
| -------------------- | ----------------------- | ----------- | ----------- | ------------ | ------------ | ----------- | ----------- |
| 1                    | Annie Jouffray          |             | FN          | 1 310        | 20,85        |             |             |
| 1                    | René Ortolland          |             | FN          | 1 310        | 20,85        |             |             |
| 2                    | Colette Bonfils*        |             | DVG         | 1 965        | 31,28        | 2 974       | 50,08       |
| 2                    | Thierry Repentin*       |             | PS          | 1 965        | 31,28        | 2 974       | 50,08       |
| 3                    | Delphine Julien         |             | UMP         | 1 717        | 27,33        | 2 965       | 49,92       |
| 3                    | Damien Varon            |             | DVD         | 1 717        | 27,33        | 2 965       | 49,92       |
| 4                    | Marie-Christine Mathieu |             | EÉLV        | 657          | 10,46        |             |             |
| 4                    | Yves Peutot             |             | EÉLV        | 657          | 10,46        |             |             |
| 5                    | Sarah Hamoudi-Wilkowsky |             | FG          | 633          | 10,08        |             |             |
| 5                    | Alain Ruiz              |             | FG          | 633          | 10,08        |             |             |
|                      |                         |             |             |              |              |             |             |
| Inscrits             | Inscrits                | Inscrits    | Inscrits    | 14 023       | 100,00       | 14 022      | 100,00      |
| Abstentions          | Abstentions             | Abstentions | Abstentions | 7 317        | 52,18        | 7 583       | 54,08       |
| Votants              | Votants                 | Votants     | Votants     | 6 706        | 47,82        | 6 439       | 45,92       |
| Blancs               | Blancs                  | Blancs      | Blancs      | 194          | 2,89         | 316         | 4,91        |
| Nuls                 | Nuls                    | Nuls        | Nuls        | 230          | 3,43         | 184         | 2,86        |
| Exprimés             | Exprimés                | Exprimés    | Exprimés    | 6 282        | 93,68        | 5 939       | 92,23       |
| * conseiller sortant |                         |             |             |              |              |             |             |

### Canton de Chambéry-2
| Candidats            | Candidats           | Partis      | Partis      | Premier tour | Premier tour | Second tour | Second tour |
| Candidats            | Candidats           | Partis      | Partis      | Voix         | %            | Voix        | %           |
| -------------------- | ------------------- | ----------- | ----------- | ------------ | ------------ | ----------- | ----------- |
| 1                    | Jean-Benoît Cerino  |             | PS          | 1 292        | 22,72        | 2 136       | 42,16       |
| 1                    | Christine Sobkowiak |             | PS          | 1 292        | 22,72        | 2 136       | 42,16       |
| 2                    | Françoise Jaumain   |             | EÉLV        | 801          | 14,09        |             |             |
| 2                    | Guy Sellam          |             | EÉLV        | 801          | 14,09        |             |             |
| 3                    | Hélène Colas        |             | FN          | 971          | 17,08        |             |             |
| 3                    | Pascal Moret        |             | FN          | 971          | 17,08        |             |             |
| 4                    | Brigitte Bochaton   |             | DVD         | 2 238        | 39,36        | 2 931       | 57,84       |
| 4                    | Michel Bouvard*     |             | UMP         | 2 238        | 39,36        | 2 931       | 57,84       |
| 5                    | Robert Leroy        |             | FG          | 384          | 6,75         |             |             |
| 5                    | Monique Richard     |             | FG          | 384          | 6,75         |             |             |
|                      |                     |             |             |              |              |             |             |
| Inscrits             | Inscrits            | Inscrits    | Inscrits    | 12 188       | 100,00       | 12 187      | 100,00      |
| Abstentions          | Abstentions         | Abstentions | Abstentions | 6 320        | 51,85        | 6 675       | 54,77       |
| Votants              | Votants             | Votants     | Votants     | 5 868        | 48,15        | 5 512       | 45,23       |
| Blancs               | Blancs              | Blancs      | Blancs      | 111          | 1,89         | 325         | 5,90        |
| Nuls                 | Nuls                | Nuls        | Nuls        | 71           | 1,21         | 120         | 2,18        |
| Exprimés             | Exprimés            | Exprimés    | Exprimés    | 5 686        | 96,90        | 5 067       | 91,93       |
| * conseiller sortant |                     |             |             |              |              |             |             |

### Canton de Chambéry-3
| Candidats            | Candidats                 | Partis      | Partis      | Premier tour | Premier tour | Second tour | Second tour |
| Candidats            | Candidats                 | Partis      | Partis      | Voix         | %            | Voix        | %           |
| -------------------- | ------------------------- | ----------- | ----------- | ------------ | ------------ | ----------- | ----------- |
| 1                    | Christelle Favetta Sieyes |             | UDI         | 2 207        | 32,19        | 3 322       | 52,31       |
| 1                    | Lionel Mithieux*          |             | UDI         | 2 207        | 32,19        | 3 322       | 52,31       |
| 2                    | Mathilde Anstett          |             | SE          | 0            | 0,00         |             |             |
| 2                    | Sylvain Rochex            |             | SE          | 0            | 0,00         |             |             |
| 3                    | Mireille Balcells         |             | FG          | 530          | 7,73         |             |             |
| 3                    | Alain Ferrero             |             | FG          | 530          | 7,73         |             |             |
| 4                    | Arielle Courtois          |             | FN          | 1 399        | 20,40        |             |             |
| 4                    | Geoffroy Guerinoni        |             | FN          | 1 399        | 20,40        |             |             |
| 5                    | Béatrice Bibba            |             | EÉLV        | 852          | 12,43        |             |             |
| 5                    | Henri Dupassieux          |             | EÉLV        | 852          | 12,43        |             |             |
| 6                    | Franck Morat              |             | PS          | 1 869        | 27,26        | 3 028       | 47,69       |
| 6                    | Corinne Santrand-Mezrich  |             | PS          | 1 869        | 27,26        | 3 028       | 47,69       |
|                      |                           |             |             |              |              |             |             |
| Inscrits             | Inscrits                  | Inscrits    | Inscrits    | 14 587       | 100,00       | 14 586      | 100,00      |
| Abstentions          | Abstentions               | Abstentions | Abstentions | 7 472        | 51,22        | 7 727       | 52,98       |
| Votants              | Votants                   | Votants     | Votants     | 7 115        | 48,78        | 6 859       | 47,02       |
| Blancs               | Blancs                    | Blancs      | Blancs      | 162          | 2,28         | 344         | 5,02        |
| Nuls                 | Nuls                      | Nuls        | Nuls        | 96           | 1,35         | 165         | 2,41        |
| Exprimés             | Exprimés                  | Exprimés    | Exprimés    | 6 857        | 96,37        | 6 350       | 92,58       |
| * conseiller sortant |                           |             |             |              |              |             |             |

### Canton de Modane
| Candidats            | Candidats                 | Partis      | Partis      | Premier tour | Premier tour | Second tour | Second tour |
| Candidats            | Candidats                 | Partis      | Partis      | Voix         | %            | Voix        | %           |
| -------------------- | ------------------------- | ----------- | ----------- | ------------ | ------------ | ----------- | ----------- |
| 1                    | Christian Grange          |             | DVD         | 2 548        | 51,17        | 2 947       | 53,83       |
| 1                    | Rozenn Hars*              |             | UMP         | 2 548        | 51,17        | 2 947       | 53,83       |
| 2                    | Sylvie Bouillard-Freulard |             | PS          | 2 431        | 48,83        | 2 528       | 46,17       |
| 2                    | François Chemin           |             | PS          | 2 431        | 48,83        | 2 528       | 46,17       |
|                      |                           |             |             |              |              |             |             |
| Inscrits             | Inscrits                  | Inscrits    | Inscrits    | 11 487       | 100,00       | 11 487      | 100,00      |
| Abstentions          | Abstentions               | Abstentions | Abstentions | 5 863        | 51,04        | 5 589       | 48,66       |
| Votants              | Votants                   | Votants     | Votants     | 5 624        | 48,96        | 5 898       | 51,34       |
| Blancs               | Blancs                    | Blancs      | Blancs      | 360          | 6,40         | 277         | 4,70        |
| Nuls                 | Nuls                      | Nuls        | Nuls        | 285          | 5,07         | 146         | 2,48        |
| Exprimés             | Exprimés                  | Exprimés    | Exprimés    | 4 979        | 88,53        | 5 475       | 92,83       |
| * conseiller sortant |                           |             |             |              |              |             |             |

### Canton de Montmélian
| Candidats   | Candidats                 | Partis      | Partis      | Premier tour | Premier tour | Second tour | Second tour |
| Candidats   | Candidats                 | Partis      | Partis      | Voix         | %            | Voix        | %           |
| ----------- | ------------------------- | ----------- | ----------- | ------------ | ------------ | ----------- | ----------- |
| 1           | André Durand              |             | SE          | 896          | 10,37        |             |             |
| 1           | Nathalie Nonfoux          |             | MoDem       | 896          | 10,37        |             |             |
| 2           | Jean-Yves Berger-Sabattel |             | FG          | 713          | 8,25         |             |             |
| 2           | Sylviane Floret           |             | FG          | 713          | 8,25         |             |             |
| 3           | Michel Chiaberto          |             | SAV         | 311          | 3,60         |             |             |
| 3           | Sandrine Lereboulet       |             | SAV         | 311          | 3,60         |             |             |
| 4           | Lucienne Bulle            |             | UMP         | 1 292        | 14,95        |             |             |
| 4           | Michel Ravier             |             | UMP         | 1 292        | 14,95        |             |             |
| 5           | Quentin Collier           |             | SIEL        | 2 315        | 26,79        | 3 230       | 38,61       |
| 5           | Nadine Garcin             |             | FN          | 2 315        | 26,79        | 3 230       | 38,61       |
| 6           | Agnès Bernès              |             | SE          | 840          | 9,72         |             |             |
| 6           | Daniel Ibanez             |             | SE          | 840          | 9,72         |             |             |
| 7           | Jean-François Duc         |             | PS          | 2 275        | 26,32        | 5 136       | 61,39       |
| 7           | Jacqueline Tallin         |             | PS          | 2 275        | 26,32        | 5 136       | 61,39       |
|             |                           |             |             |              |              |             |             |
| Inscrits    | Inscrits                  | Inscrits    | Inscrits    | 17 022       | 100,00       | 17 023      | 100,00      |
| Abstentions | Abstentions               | Abstentions | Abstentions | 8 003        | 47,02        | 7 767       | 45,63       |
| Votants     | Votants                   | Votants     | Votants     | 9 019        | 52,98        | 9 256       | 54,37       |
| Blancs      | Blancs                    | Blancs      | Blancs      | 245          | 2,72         | 603         | 6,51        |
| Nuls        | Nuls                      | Nuls        | Nuls        | 132          | 1,46         | 287         | 3,10        |
| Exprimés    | Exprimés                  | Exprimés    | Exprimés    | 8 642        | 95,82        | 8 366       | 90,38       |

### Canton de La Motte-Servolex
| Candidats   | Candidats             | Partis      | Partis      | Premier tour | Premier tour | Second tour | Second tour |
| Candidats   | Candidats             | Partis      | Partis      | Voix         | %            | Voix        | %           |
| ----------- | --------------------- | ----------- | ----------- | ------------ | ------------ | ----------- | ----------- |
| 1           | Michel Haudry         |             | FG          | 697          | 7,49         |             |             |
| 1           | Patricia Moutard      |             | FG          | 697          | 7,49         |             |             |
| 2           | Danièle Beaux-Speyser |             | DVG         | 2 196        | 23,59        |             |             |
| 2           | Gérard Perrier        |             | DVG         | 2 196        | 23,59        |             |             |
| 3           | Anne Faux-Girard      |             | FN          | 2 210        | 23,74        | 2 147       | 25,68       |
| 3           | Jean-Baptiste Peylin  |             | FN          | 2 210        | 23,74        | 2 147       | 25,68       |
| 4           | Luc Berthoud          |             | UMP         | 4 205        | 45,18        | 6 215       | 74,32       |
| 4           | Nathalie Fontaine     |             | UMP         | 4 205        | 45,18        | 6 215       | 74,32       |
|             |                       |             |             |              |              |             |             |
| Inscrits    | Inscrits              | Inscrits    | Inscrits    | 17 836       | 100,00       | 17 837      | 100,00      |
| Abstentions | Abstentions           | Abstentions | Abstentions | 8 187        | 45,90        | 8 569       | 48,04       |
| Votants     | Votants               | Votants     | Votants     | 9 649        | 54,10        | 9 268       | 51,96       |
| Blancs      | Blancs                | Blancs      | Blancs      | 242          | 2,51         | 603         | 6,51        |
| Nuls        | Nuls                  | Nuls        | Nuls        | 99           | 1,03         | 303         | 3,27        |
| Exprimés    | Exprimés              | Exprimés    | Exprimés    | 9 308        | 96,47        | 8 362       | 90,22       |

### Canton de Moûtiers
| Candidats            | Candidats              | Partis      | Partis      | Premier tour | Premier tour | Second tour | Second tour |
| Candidats            | Candidats              | Partis      | Partis      | Voix         | %            | Voix        | %           |
| -------------------- | ---------------------- | ----------- | ----------- | ------------ | ------------ | ----------- | ----------- |
| 1                    | Jocelyne Abondance     |             | UMP         | 3 773        | 49,61        | 3 909       | 55,53       |
| 1                    | Vincent Rolland*       |             | UMP         | 3 773        | 49,61        | 3 909       | 55,53       |
| 2                    | Marie-Claude Bellet    |             | FG          | 1 477        | 19,42        |             |             |
| 2                    | Gilles Vivet           |             | FG          | 1 477        | 19,42        |             |             |
| 3                    | Philippe Nivelle       |             | DVD         | 2 356        | 30,98        | 3 131       | 44,47       |
| 3                    | Marie-Christine Paviet |             | DVD         | 2 356        | 30,98        | 3 131       | 44,47       |
|                      |                        |             |             |              |              |             |             |
| Inscrits             | Inscrits               | Inscrits    | Inscrits    | 19 927       | 100,00       | 19 926      | 100,00      |
| Abstentions          | Abstentions            | Abstentions | Abstentions | 11 668       | 58,55        | 12 040      | 60,42       |
| Votants              | Votants                | Votants     | Votants     | 8 259        | 41,45        | 7 886       | 39,58       |
| Blancs               | Blancs                 | Blancs      | Blancs      | 370          | 4,48         | 568         | 7,20        |
| Nuls                 | Nuls                   | Nuls        | Nuls        | 283          | 3,43         | 278         | 3,53        |
| Exprimés             | Exprimés               | Exprimés    | Exprimés    | 7 606        | 92,09        | 7 040       | 89,27       |
| * conseiller sortant |                        |             |             |              |              |             |             |

### Canton du Pont-de-Beauvoisin
| Candidats            | Candidats          | Partis      | Partis      | Premier tour | Premier tour | Second tour | Second tour |
| Candidats            | Candidats          | Partis      | Partis      | Voix         | %            | Voix        | %           |
| -------------------- | ------------------ | ----------- | ----------- | ------------ | ------------ | ----------- | ----------- |
| 1                    | Isabelle Fetu      |             | FN          | 2 337        | 31,40        | 2 485       | 35,02       |
| 1                    | Rémi Martin        |             | FN          | 2 337        | 31,40        | 2 485       | 35,02       |
| 2                    | Gilbert Guigue*    |             | DVD         | 2 683        | 36,05        | 4 611       | 64,98       |
| 2                    | Corine Wolff       |             | DVD         | 2 683        | 36,05        | 4 611       | 64,98       |
| 3                    | Brigitte Bienassis |             | PS          | 1 873        | 25,17        |             |             |
| 3                    | André Bois         |             | PS          | 1 873        | 25,17        |             |             |
| 4                    | Marylène Tardy     |             | FG          | 549          | 7,38         |             |             |
| 4                    | Éric Wilkowsky     |             | FG          | 549          | 7,38         |             |             |
|                      |                    |             |             |              |              |             |             |
| Inscrits             | Inscrits           | Inscrits    | Inscrits    | 15 438       | 100,00       | 15 438      | 100,00      |
| Abstentions          | Abstentions        | Abstentions | Abstentions | 7 610        | 49,29        | 7 535       | 48,81       |
| Votants              | Votants            | Votants     | Votants     | 7 828        | 50,71        | 7 903       | 51,19       |
| Blancs               | Blancs             | Blancs      | Blancs      | 271          | 3,46         | 565         | 7,15        |
| Nuls                 | Nuls               | Nuls        | Nuls        | 115          | 1,47         | 242         | 3,06        |
| Exprimés             | Exprimés           | Exprimés    | Exprimés    | 7 442        | 95,07        | 7 096       | 89,79       |
| * conseiller sortant |                    |             |             |              |              |             |             |

### Canton de La Ravoire
| Candidats            | Candidats           | Partis      | Partis      | Premier tour | Premier tour | Second tour | Second tour |
| Candidats            | Candidats           | Partis      | Partis      | Voix         | %            | Voix        | %           |
| -------------------- | ------------------- | ----------- | ----------- | ------------ | ------------ | ----------- | ----------- |
| 1                    | Frédéric Bret       |             | DVD         | 3 087        | 38,75        | 5 156       | 70,05       |
| 1                    | Nathalie Laumonnier |             | DVD         | 3 087        | 38,75        | 5 156       | 70,05       |
| 2                    | Brice Bernard       |             | FN          | 2 159        | 27,10        | 2 204       | 29,95       |
| 2                    | Marie Dauchy        |             | FN          | 2 159        | 27,10        | 2 204       | 29,95       |
| 3                    | Alain Careglio      |             | FG          | 449          | 5,64         |             |             |
| 3                    | Nataline Chareyron  |             | FG          | 449          | 5,64         |             |             |
| 4                    | Gérard Blanc        |             | EÉLV        | 763          | 9,58         |             |             |
| 4                    | Béatrice Faure      |             | EÉLV        | 763          | 9,58         |             |             |
| 5                    | Robert Gardette*    |             | PS          | 1 508        | 18,93        |             |             |
| 5                    | Marie Lopez         |             | PS          | 1 508        | 18,93        |             |             |
|                      |                     |             |             |              |              |             |             |
| Inscrits             | Inscrits            | Inscrits    | Inscrits    | 16 133       | 100,00       | 16 129      | 100,00      |
| Abstentions          | Abstentions         | Abstentions | Abstentions | 7 871        | 48,79        | 7 959       | 49,35       |
| Votants              | Votants             | Votants     | Votants     | 8 262        | 51,21        | 8 170       | 50,65       |
| Blancs               | Blancs              | Blancs      | Blancs      | 213          | 2,58         | 588         | 7,20        |
| Nuls                 | Nuls                | Nuls        | Nuls        | 83           | 1,00         | 222         | 2,72        |
| Exprimés             | Exprimés            | Exprimés    | Exprimés    | 7 966        | 96,42        | 7 360       | 90,09       |
| * conseiller sortant |                     |             |             |              |              |             |             |

### Canton de Saint-Alban-Leysse
| Candidats            | Candidats              | Partis      | Partis      | Premier tour | Premier tour | Second tour | Second tour |
| Candidats            | Candidats              | Partis      | Partis      | Voix         | %            | Voix        | %           |
| -------------------- | ---------------------- | ----------- | ----------- | ------------ | ------------ | ----------- | ----------- |
| 1                    | Catherine Chappuis     |             | DVG         | 3 372        | 38,23        | 4 436       | 55,74       |
| 1                    | Albert Darvey*         |             | DVG         | 3 372        | 38,23        | 4 436       | 55,74       |
| 2                    | Ginette Brault         |             | FN          | 2 022        | 22,93        |             |             |
| 2                    | Thierry Helmer         |             | FN          | 2 022        | 22,93        |             |             |
| 3                    | Michel Dyen            |             | DVD         | 2 240        | 25,40        | 3 522       | 44,26       |
| 3                    | Martine Goubet-Étellin |             | DVD         | 2 240        | 25,40        | 3 522       | 44,26       |
| 4                    | Évelyne Niveaux        |             | FG          | 823          | 9,33         |             |             |
| 4                    | Vincent Panchen        |             | FG          | 823          | 9,33         |             |             |
| 5                    | Colette Biguet         |             | SAV         | 363          | 4,12         |             |             |
| 5                    | Roger Sibuet           |             | SAV         | 363          | 4,12         |             |             |
|                      |                        |             |             |              |              |             |             |
| Inscrits             | Inscrits               | Inscrits    | Inscrits    | 17 312       | 100,00       | 17 311      | 100,00      |
| Abstentions          | Abstentions            | Abstentions | Abstentions | 8 182        | 47,26        | 8 745       | 50,52       |
| Votants              | Votants                | Votants     | Votants     | 9 130        | 52,74        | 8 566       | 49,48       |
| Blancs               | Blancs                 | Blancs      | Blancs      | 219          | 2,40         | 407         | 4,75        |
| Nuls                 | Nuls                   | Nuls        | Nuls        | 91           | 1,00         | 201         | 2,35        |
| Exprimés             | Exprimés               | Exprimés    | Exprimés    | 8 820        | 96,60        | 7 958       | 92,90       |
| * conseiller sortant |                        |             |             |              |              |             |             |

### Canton de Saint-Jean-de-Maurienne
| Candidats            | Candidats             | Partis      | Partis      | Premier tour | Premier tour | Second tour | Second tour |
| Candidats            | Candidats             | Partis      | Partis      | Voix         | %            | Voix        | %           |
| -------------------- | --------------------- | ----------- | ----------- | ------------ | ------------ | ----------- | ----------- |
| 1                    | Corinne Chaumaz       |             | FG          | 2 769        | 39,43        | 2 730       | 38,81       |
| 1                    | Jean-Louis Portaz*    |             | FG          | 2 769        | 39,43        | 2 730       | 38,81       |
| 2                    | Pierre-Marie Charvoz* |             | UDI         | 4 254        | 60,57        | 4 305       | 61,19       |
| 2                    | Monique Chevallier    |             | UDI         | 4 254        | 60,57        | 4 305       | 61,19       |
|                      |                       |             |             |              |              |             |             |
| Inscrits             | Inscrits              | Inscrits    | Inscrits    | 17 592       | 100,00       | 17 591      | 100,00      |
| Abstentions          | Abstentions           | Abstentions | Abstentions | 9 654        | 54,88        | 9 863       | 56,07       |
| Votants              | Votants               | Votants     | Votants     | 7 938        | 45,12        | 7 728       | 43,93       |
| Blancs               | Blancs                | Blancs      | Blancs      | 527          | 6,64         | 470         | 6,08        |
| Nuls                 | Nuls                  | Nuls        | Nuls        | 388          | 4,89         | 223         | 2,89        |
| Exprimés             | Exprimés              | Exprimés    | Exprimés    | 7 023        | 88,47        | 7 035       | 91,03       |
| * conseiller sortant |                       |             |             |              |              |             |             |

### Canton de Saint-Pierre-d'Albigny
| Candidats            | Candidats             | Partis      | Partis      | Premier tour | Premier tour | Second tour | Second tour |
| Candidats            | Candidats             | Partis      | Partis      | Voix         | %            | Voix        | %           |
| -------------------- | --------------------- | ----------- | ----------- | ------------ | ------------ | ----------- | ----------- |
| 1                    | Christiane Lehmann*   |             | FG          | 1 491        | 21,12        |             |             |
| 1                    | Jean-François Régnier |             | FG          | 1 491        | 21,12        |             |             |
| 2                    | Christiane Brunet     |             | DVD         | 2 240        | 31,73        | 4 200       | 67,42       |
| 2                    | Olivier Thevenet      |             | DVD         | 2 240        | 31,73        | 4 200       | 67,42       |
| 3                    | Josiane Bazin         |             | DVG         | 1 504        | 21,30        |             |             |
| 3                    | Michel Bouvier        |             | DVG         | 1 504        | 21,30        |             |             |
| 4                    | Jacqueline Beauville  |             | FN          | 1 825        | 25,85        | 2 030       | 32,58       |
| 4                    | Jean-Marie Garcin     |             | FN          | 1 825        | 25,85        | 2 030       | 32,58       |
|                      |                       |             |             |              |              |             |             |
| Inscrits             | Inscrits              | Inscrits    | Inscrits    | 13 588       | 100,00       | 13 571      | 100,00      |
| Abstentions          | Abstentions           | Abstentions | Abstentions | 6 166        | 45,38        | 6 403       | 47,18       |
| Votants              | Votants               | Votants     | Votants     | 7 422        | 54,62        | 7 168       | 52,82       |
| Blancs               | Blancs                | Blancs      | Blancs      | 223          | 3,00         | 627         | 8,75        |
| Nuls                 | Nuls                  | Nuls        | Nuls        | 139          | 1,87         | 311         | 4,34        |
| Exprimés             | Exprimés              | Exprimés    | Exprimés    | 7 060        | 95,12        | 6 230       | 86,91       |
| * conseiller sortant |                       |             |             |              |              |             |             |

### Canton d'Ugine
| Candidats            | Candidats            | Partis      | Partis      | Premier tour | Premier tour |
| Candidats            | Candidats            | Partis      | Partis      | Voix         | %            |
| -------------------- | -------------------- | ----------- | ----------- | ------------ | ------------ |
| 1                    | Agnès Crepy          |             | FG          | 1 343        | 20,46        |
| 1                    | Pierre Duc           |             | FG          | 1 343        | 20,46        |
| 2                    | Robert Bonnet Ligeon |             | FN          | 1 653        | 25,18        |
| 2                    | Nicole Charnay       |             | FN          | 1 653        | 25,18        |
| 3                    | Annick Cressens      |             | MoDem       | 3 568        | 54,36        |
| 3                    | Franck Lombard*      |             | DVD         | 3 568        | 54,36        |
|                      |                      |             |             |              |              |
| Inscrits             | Inscrits             | Inscrits    | Inscrits    | 13 609       | 100,00       |
| Abstentions          | Abstentions          | Abstentions | Abstentions | 6 652        | 48,88        |
| Votants              | Votants              | Votants     | Votants     | 6 957        | 51,12        |
| Blancs               | Blancs               | Blancs      | Blancs      | 269          | 3,87         |
| Nuls                 | Nuls                 | Nuls        | Nuls        | 124          | 1,78         |
| Exprimés             | Exprimés             | Exprimés    | Exprimés    | 6 564        | 94,35        |
| * conseiller sortant |                      |             |             |              |              |